# Резанино (Ярославский район)
Резанино — село в Ярославском районе Ярославской области России, входит в состав Курбского сельского поселения; в рамках административно-территориального устройства включается в Мордвиновский сельский округ. 

## География
Расположено на берегу речки Талица (приток Пахмы) в 8 км на север от центра поселения села Курба и в 33 км на запад от западной границы города Ярославль.

## История
Каменная церковь села Резанина сооружена в 1803 году на средства прихожан. Престолов в ней было два: Сретения Господня и св. пророка Иосии Фесфитянина.
В конце XIX — начале XX село входило в состав Спас-Ярыжницкой волости Ярославского уезда Ярославской губернии.
С 1929 года село являлось центром Резанинского сельсовета Ярославского района, с 1944 по 1957 год — входило в состав Курбского района, с 1954 года — в составе Мордвиновского сельсовета, с 2005 года — в составе Курбского сельского поселения.

## Население
| 1859 | 2007 | 2010 |
| ---- | ---- | ---- |
| 139  | ↘29  | ↘25  |

## Достопримечательности
В селе расположена недействующая Церковь Сретения Господня (1803).